# Tuberaria colombina
Tuberaria colombina är en solvändeväxtart som beskrevs av Carlos Vicioso Martinez. Tuberaria colombina ingår i släktet fläcksolvändor, och familjen solvändeväxter. Inga underarter finns listade i Catalogue of Life.